# جامعه مدنی
جامعه مدنی یکی از حوزه‌های عمومی حیات اجتماعی است که مبتنی بر مشارکت اجتماعی ازطریق فعالیت‌های داوطلبانه در انجمن‌ها و رسانه‌ها و اتحادیه‌های صنفی و دیگر تشکل‌های حرفه‌ای در چارچوب قانون و در کنار نهادهای خانواده و دولت می‌باشد.
اصطلاح جامعه مدنی در کاربرد امروزی معانی مختلفی دارد. گاهی شامل خانواده، و محیط خصوصی در نظر گرفته می‌شود و به عنوان «بخش سوم» جامعه، مجزا از دولت و تجارت به‌شمار می‌رود. Dictionary.com، لغت‌نامه قرن ۲۱، جامعه مدنی را به عنوان ۱) مجموع سازمان‌ها و موسسات غیردولتی که حقوق وتمایلات شهروندان را آشکار می‌کند یا ۲) اشخاص و سازمان‌هایی در جامعه که مستقل از دولت هستند، تعریف می‌کند. گاهی این واژه در مفاهیم عمومی‌تر عناصری چون آزادی بیان، قوه قضاییه مستقل و… که جامعه دموکراتیک (مردم سالار) را تشکیل می‌دهد، به کار می‌رود. (دیکشنری انگلیسی کولین).

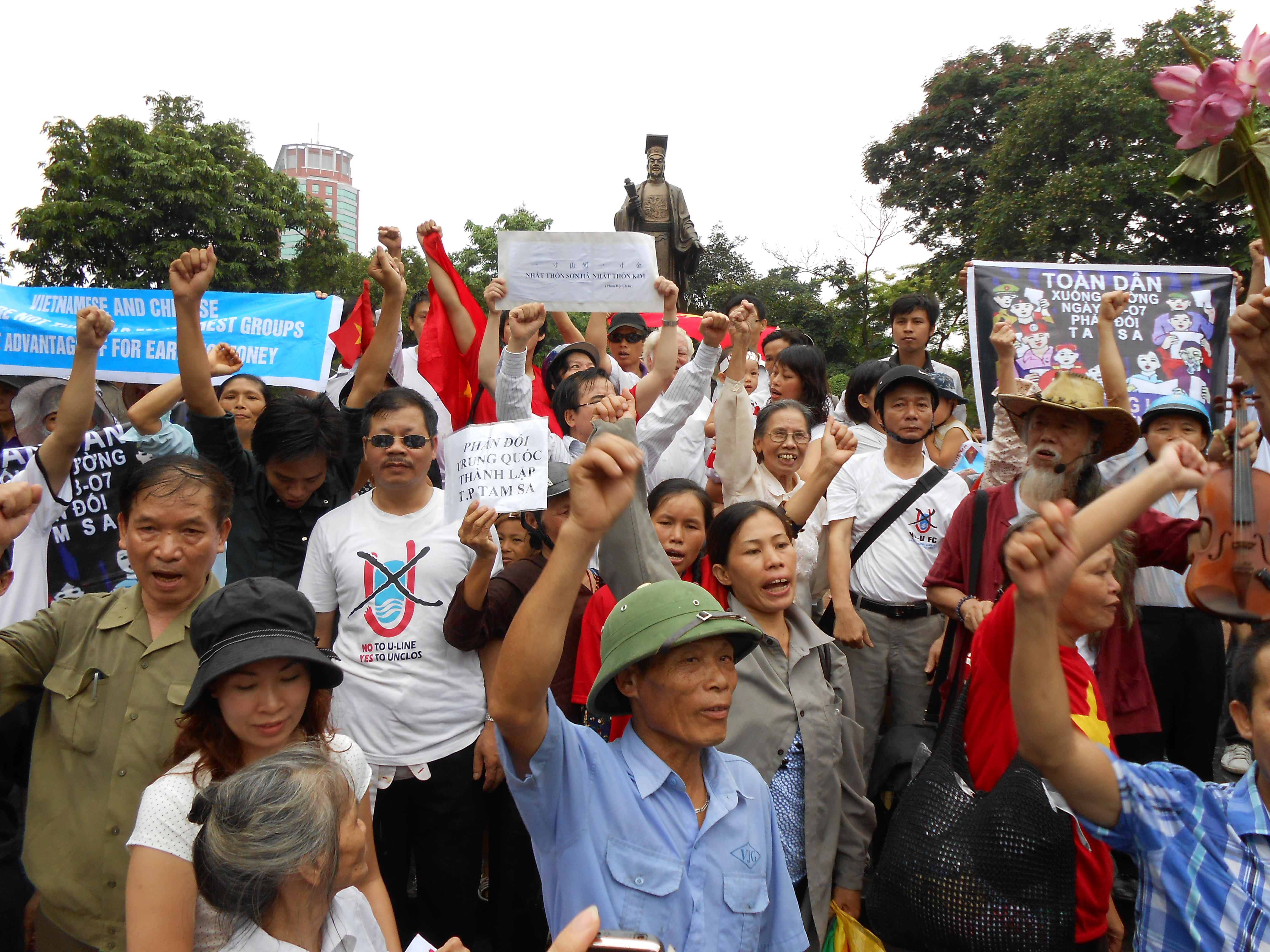
تظاهرات علیه چین در هانوی در صبح روز ۸ ژوئیه ۲۰۱۲

داوطلب شدن، اغلب ویژگی مشخص سازمان‌هایی که جامعه مدنی را تشکیل می‌دهند، در نظر گرفته می‌شود، که اغلب به جای اِن جی اُو (به انگلیسی: NGO)(سازمان‌های مردم نهاد) یا اِن پی اُو (به انگلیسی: NPO) (سازمان‌های غیرانتفاعی) نامیده می‌شوند. بیشتر مقامات، عرصه مشارکت عمومی در سازمان‌های داوطلبانه، اتحادیه‌های تجاری و نظیر آن را در نظر دارند، اما لازم نیست که در همه این بخش‌ها عضویت داشته باشند تا بخشی از جامعه مدنی باشند…

## ریشه‌شناسی
واژه جامعه مدنی به اصطلاح ارسطویی (koinōnía politikḗ (κοινωνία πολιτική برمی‌گردد که در سیاست‌های او یافت می‌شود که با جامعه سازگار با دولت‌شهر یونان که به وسیلهٔ مجموعه‌ای از هنجارهای مشترک و آداب و رسوم تعیین می‌شود، سازگار است که در آن شهروندان آزاد در شرایط برابر تحت اصل حاکمیت قانون زندگی می‌کنند. Telos یا پایان جامعه مدنی که این‌گونه تعریف شده، رفاه عمومی بوده است، که در آن بشر به عنوان جانور (اجتماعی) سیاسی تعریف شده است. اگر چه این مفهوم به وسیلهٔ نویسندگان رومی مانند سیسرو (به انگلیسی: Cicero) بیان شده بود، اما به دنبال ترجمه کارهای ارسطو به لاتین به وسیلهٔ نویسندگان اواخر قرون وسطی و اوایل رنسانس مانند ویلیام اف موئربک (به انگلیسی: William of Moerbeke) و لئوناردو برونی (به انگلیسی: Leonardo Bruni)، به مباحث سیاسی غربی راه پیدا کردند، که اغلب به مفاهیم دیرینه حکومت جمهوری اشاره دارد. با افزایش تمایزات بین سلطنت خودمختاری و قوانین عمومی، این واژه سپس برای نشان دادن طبقه مشترک از مالکان فئودال طراز اول، هم‌زمان با اعتراض به قدرتی که توسط شاهزاده‌ها اعمال می‌شد، رواج یافت. آن پیشینه طولانی در نظریه حکومتی دارد و با نیروی خاص در زمان‌های اخیر، در اروپای شرقی که مخالفانی چون واکلاو هاول (به انگلیسی: Václav Havel) آن را برای نشان دادن قلمروی انجمن‌های مدنی که به وسیلهٔ دولت کل‌نگر تحمیلی حاکم بر دولت‌های کمونیستی اروپای شرقی تهدید می‌شد، احیاکرد.

## دموکراسی
آثاری در خصوص ارتباط بین جامعه مدنی و جامعه سیاسی دموکراتیک در آثار لیبرال کلاسیک مانند آثار الکسیس دی تاکوییویل (به انگلیسی: Alexis de Tocqueville) ریشه دارد. به هر حال آن‌ها به وسیلهٔ نظریه‌پردازان قرن ۲۰ مانند گابریل آلموند (به انگلیسی: Gabriel Almond) و سیدنی وربا (به انگلیسی: Sidney Verba) که نقش فرهنگ سیاسی را در نظام دموکراتیک حیاتی دانسته‌اند، به صورت قابل توجهی توسعه یافتند.
آن‌ها بیان کردند که عنصر سیاسی سازمان‌های سیاسی به آگاهی بهتر و شهروندان آگاه‌تر که انتخابات رای‌گیری را بهتر می‌سازند، در سیاست‌ها شرکت می‌کنند و در نتیجه دولت را مسئول به‌شمار می‌آورند، کمک می‌کند. قوانین این سازمان‌ها اغلب قوانین جزیی در نظر گرفته می‌شود زیرا آن‌ها شریکان را به تشریفات دموکراتیک تصمیم‌گیری عادت می‌دهند.
به تازگی رابرت دی پتنام (به انگلیسی: Robert D. Putnam) بیان کرده که حتی سازمان‌های غیر سیاسی، برای دموکراسی در جامعه مدنی حیاتی هستند. این به این خاطر است که آن‌ها پایتخت اجتماعی، اطمینان و ارزش‌های مشترک را ایجاد می‌کنند که به حوزه سیاسی منتقل می‌شوند و به اتحاد جامعه، درک وابستگی جامعه و حقوق در جامعه، کمک می‌کند.
به هر حال افراد دیگر این سؤال را مطرح کرده‌اند که جامعه مدنی واقعی چیست. برخی هم بیان کرده‌اند که طرفداران جامعه مدنی، اکنون بدون آنکه کسی آن‌ها را به‌طور مستقیم انتخاب یا منصوب کند، قدرت سیاسی قابل توجهی را کسب کرده‌اند. همچنین بیان شده است که جامعه مدنی به شمال جهان تمایل دارد. پارتا چاترجیی (به انگلیسی: Partha Chatterjee) بیان کرده است، «در بیشتر جهان، جامعه مدنی از لحاظ جمعیت شناختی، محدود است». از نظر جایی سن (به انگلیسی: Jai Sen)، جامعه مدنی، پروژه استعماری نو است که به وسیلهٔ برگزیدگان جهان به نفع خودشان هدایت می‌شود. سرانجام دیگر محققان بیان کرده‌اند که به این علت که مفهوم جامعه مدنی به شدت به دموکراسی و نمایندگی مرتبط است، باید به ترتیب با نظریات ملیت و ملیت گرایی مرتبط باشد. جدیدترین تحلیل‌ها نشان می‌دهد که جامعه مدنی ایدئولوژی استعماری نو است که حمله ضد دموکراسی برگزیدگان اقتصادی بر موسسات خدمات اجتماعی دولتی را از طریق توسعه بخش سوم هم‌زمان با تشکیل آن، به رسمیت می‌شناسد.

## اقتصاد قانونی
اقتصادهای قانونی یا مشروط (به انگلیسی: Constitutional economics) قسمتی از بخش‌های اقتصاد و مشروطه خواهی است که ارتباط بین مسائل قانونی و عملکردی اقتصاد شامل فرایند بودجه را تجزیه تحلیل و توصیف می‌کند. اصطلاح «اقتصاد قانونی» به عنوان نامی برای قوانین فرعی (خرده قوانین) توسط اقتصاددان آمریکایی، جیمز ام بوچانان (به انگلیسی: James M. Buchanan)، به کار گرفته شده است که در سال ۱۹۸۶ برای «توسعه پایه‌های قانونی و قراردادی نظریه تصمیم‌گیری سیاسی و اقتصادی» جایزه نوبل علوم اقتصادی را دریافت کرد. بوچانان، هر نوع مفهوم ذاتی دولت را نسبت به اشخاصی که اعضای آن هستند را در خرد بالاتر می‌داند. بوچانان معتقد است که مشروطیت، که برای استفاده حداقل چندین نسل از شهروندان در نظر گرفته شده است، باید قادر باشد تا خود را برای تصمیمات اقتصادی عملی تطبیق دهد و منافع دولت و جامعه را علیه منافع اشخاص و حقوق قانونی برای آزادی شخصی و سعادت شخصی، متعادل کند. معیارهای اقتصاد قانونی که در طول برنامه بودجه سالانه استفاده می‌شود همچنین شفافیت آخری برای جامعه مدنی، از اهمیت راهنمای اولیه برای اجرای اصل حاکمیت قانون هستند. همچنین وجود سیستم قضایی مؤثر برای استفاده جامعه مدنی در شرایط ناعادلانه مخارج و توقیف اجرایی هر نوع تخصیص بودجه قبلی دولتی، به عنصر کلیدی برای موفقیت جامعه مدنی قدرتمند تبدیل شده است.

## جهانی‌سازی
منتقدان و طرفداران در حال حاضر واژه جامعه مدنی را برای حوزه زندگی اجتماعی که باید در مقابل جهانی‌سازی محافظت شود، و منابع استحکام آن، به کار می‌برند، زیرا به عنوان عملی در آن سوی مرزها و سراسر کشورهای مختلف در نظر گرفته می‌شود. به هر حال جامعه مدنی می‌تواند تحت تعاریف بسیار، به وسیلهٔ تجارت‌ها و موسسات (مخصوصاً اهداکننده‌هایی که به دولت‌های شمالی و اروپایی مرتبطند) که به جهانی شدن کمک می‌کنند، اداره شوند، بودجه‌شان تأمین شود و به حساب آیند، این استفاده رقابتی است. توسعه سریع جامعه مدنی در مقیاس جهانی پس از فروپاشی سیستم کمونیستی بخشی از راهبردهای استعمار نو مرتبط با توافق کلی واشینگتن بود. تحقیقات بسیاری منتشر شده که با مسائل حل نشده در خصوص استفاده این واژه در ارتباط با قدرت ادراکی و تأثیر سیستم کمکی بین‌المللی، سروکار دارد. به عبارت دیگر، افراد دیگر جهانی شدن را به عنوان پدیده اجتماعی که حوزه ارزش‌های آزادی‌خواه کلاسیک را توسعه می‌دهد، می‌شناسند که به‌طور حتم منجر به نقش بزرگتر جامعه مدنی به بهای مشروطیت‌های دولت کسب شده به لحاظ سیاسی، می‌شود.
سیستم سازمان‌های جامعه مدنی منسجم (مخفف انگلیسی: iCSO)، که به وسیلهٔ بخش امور اقتصادی و اجتماعی (مخفف انگلیسی: DESA) توسعه یافته است به ارتباط بین سازمان‌های جامعه مدنی و DESA کمک می‌کند.

## تاریخ و تاریخ‌دان در ایران
از دیدگاه تاریخی، معنی واقعی مفهوم جامعه مدنی، از ساختار کلاسیک اولیه‌اش دو بار تغییر کرده است. اولین تغییر پس از انقلاب فرانسه اتفاق افتاد و دومین تغییر سقوط کمونیسم در اروپا بوده است.
در ایران باستان نیز تا پیش از حمله غزان سلجوقیان و مغولان که پایه‌های تمدن و فرهنگ ایرانی را رو به نابودی کشاندند مفهوم شهری و لشکری یا شهری و سپاهی به معنای مدنی و نظامی کاربرد فراوان داشته
سپاهی و شهری بکردار کوه
سراسر بجنگ اندرون همگروه.
فردوسی.
بدانست شهری وهم لشکری
کز آن کار شور آید و داوری.
فردوسی.
سپاهی و شهری همه جنگجوی
بدرگاه شاهان نهادند روی.
فخرالدین اسعد گرگانی (ویس و رامین).
کنون در پیش شهری و سپاهی
ز من خواهد نمودن بیگناهی.
فردوسی.
چو چاره نبد شهری و لشکری
گرفتند زنهار و خواهشگری.
اسدی.
همه مصریان شهری و لشکری
پذیره شدندش به نیک‌اختری.
نظامی.

### دوران باستان غربی
مفهوم جامعه مدنی، در شناخت حکومت جمهوری کلاسیک قبل از عصر جدید، معمولاً با تفکر مدرن اولیه عصر روشنگری در قرن ۱۸ مرتبط است. به هر حال پیشینه قدیمی‌تری در حوزه افکار سیاسی دارد. به‌طور کلی، به جامعه مدنی به عنوان انجمن سیاسی نگاه می‌شود که کشمکش‌های اجتماعی را از طریق تحمیل قوانینی که جلوی آسیب رساندن شهروندان به یکدیگر را می‌گیرد، کنترل می‌کند. در دوره کلاسیک، این مفهوم به عنوان مترادف برای جامعه خوب استفاده می‌شد و به عنوان جز غیرقابل تشخیص از دولت، تعبیر می‌شد. برای مثال، سقراط تصور می‌کرد که کشمکش‌ها در جامعه باید از طریق بحث و گفتگوی عمومی که از منطق دیالکتیک (استدلال) استفاده می‌کند که شکلی از مناظره منطقی برای فاش کردن حقیقت است، حل شود.
طبق گفته‌های سقراط، بحث و گفتگوی عمومی از طریق منطق دیالکتیک (استدلال) برای تضمین تمدن در پولیس polis و زندگی خوب مردم ضروری است. از نظر افلاطون، دولت ایده‌آل جامعه ایست که در آن مردم خودشان را وقف مصلحت عمومی می‌کنند و فضایل خرد مدنی را به کار می‌گیرد، عدالت و اعتدال را تقویت می‌کنند و نقش حرفه‌ای را که با آن سازگارتر هستند را انجام می‌دهند. وظیفه پادشاه فیلسوف بود که از مردم در کشور مراقبت کند. ارسطو تصور می‌کرد که شهر polis (پولیس) مجمع همکاری‌ها است که شهروندان را قادر می‌سازد تا در وظایف مقبول حکومت کردن و تحت سلطه بودن سهیم باشند. Koinonia politike او به عنوان جامعه سیاسی است. مفهوم societas civilis یونانی است و به وسیلهٔ سیسرو، معرفی شده است. گفتگوی سیاسی در دوره کلاسیک، در نظریه جامعه خوب در تضمین صلح و نظم در بین مردم مهم به‌شمار می‌رفت. فیلسوفان در دوره کلاسیک هیچ تمایزی بین دولت و جامعه قائل نشدند. در عوض تصور کردند که دولت شکل مدنی جامعه و کشور را بیان می‌کند که نیازمندی شهروندی خوب را نشان می‌دهد. به علاوه، آن‌ها تصور می‌کردند که بشر به‌طور ذاتی بخردانه است، به‌طوری‌که روی هم رفته می‌تواند ماهیت جامعه‌ای را که متعلق به آن است شکل دهد. به علاوه بشر ظرفیتی دارد که به‌طور اختیاری علت‌های عمومی را جمع کند و صلح را در جامعه حفظ کند. با توجه به این دیدگاه، ما می‌توانیم بگوییم که متفکران سیاسی کلاسیک، خاستگاه جامعه مدنی را در مفهوم اصلی‌اش تأیید می‌کنند. میانسالان تغییرات عمده‌ای را در موضوعاتی که به وسیلهٔ فیلسوفان سیاسی مورد بحث قرار گرفته، مشاهده کردند. در نتیجه تمهیدات سیاسی خاص نظام فئودالی، ویژه مفهوم جامعه مدنی کلاسیک، از روند کلی بحث محو می‌شود. در عوض، گفتگو به وسیلهٔ مشکلات جنگ عادلانه، یعنی دل مشغولی که تا زمان پایان مقاومت طول خواهد کشید، غالب بوده است.

### تاریخ پیش از نوگرایی
جنگ سی ساله و معاهده وستفالی(Westphalia)بعدی، حاکی از ایجاد سیستم دولتهای خودکامه است. معاهده، دولت‌ها را به عنوان واحدهای سیاسی براسا منطقه جغرافیایی که حکومت خودمختاری دارند، تأیید می‌کند. در نتیجه، پادشاهان قادر خواهند بود تا کنترل داخلی را به وسیلهٔ تضعیف اربابان فئودال اعمال کنند و وابستگی بعدی به سربازان مسلح را متوقف کنند. از این به بعد پادشاهان می‌توانند ارتش‌های ملی را تشکیل دهند و بخش‌های مالی و اداری حرفه‌ای را مستقر کنند که آن‌ها را قادر می‌ساخت تا کنترل مستقیم و بزرگ‌ترین سلطه را روی اشخاص حفظ کنند. به منظور دستیابی به مخارج اجرایی، پادشاهان اقتصادر را کنترل می‌کردند. این مسئله، خودکامگی را به وجود آورد. تا اواسط قرن ۱۸، خودکامگی مشخصه اروپا بود. مفهوم خودکامگی دولت، در دوره روشنگری زیر سؤال رفت. به عنوان پیامد طبیعی رنسانس، انسان گرایی و انقلاب علمی، متفکران روشنگرایی، سؤالات اساسی چون؛ چه مشروعیتی را وراثت اعطا می‌کند؟ چرا دولت‌ها تأسیس می‌شوند؟ چرا باید برخی انسان‌ها قوانین اساسی بیشتری نسبت به بقیه داشته باشند؟ و غیره را مطرح کردند. این سؤالات آن‌ها را به سوی مسلم دانستن فرض‌هایی در خصوص ماهیت ذهن انسان، منابع اختیارات اخلاقی و سیاسی، منطق پشت خودکامگی، چگونگی حرکت به آن سوی خودکامگی، سوق داده است. متفکران روشنگری به خوب بودن ذاتی ذهن انسان معتقدند. آن‌ها با اتحاد بین دولت و کلیسا به عنوان افت پیشرفت و رفاه انسان، مخالفت کردند، زیرا تجهیزات اجباری دولت، مانع آزادی شخصی و پادشاهان قانونی کلیسا، با مسلم دانستن نظریه منشأ الهی می‌شود؛ بنابراین تصور می‌شود که هر دو آن‌ها علیه منافع مردم باشد. تحت تأثیر ستمگری جنگ سی ساله، فیلسوفان سیاسی زمان تصور کردند که روابط اجتماعی باید به روش متفاوت از شرایط قانون اساسی سازمان‌دهی شوند. برخی از تلاش‌های آن‌ها منجر به ظهور نظریه پیمان اجتماعی شده که روابط اجتماعی موجود را بر اساس ماهیت انسانی، زیر سؤال برده است. آن‌ها تصور می‌کردند که ماهیت انسان را می‌توان به وسیلهٔ تجزیه و تحلیل واقعیتهای عینی و شرایط قانون طبیعی درک کرد؛ بنابراین تأیید می‌کنند که ماهیت انسان باید به وسیلهٔ طرح‌های دولت و قوانین مثبت ایجاد شده، احاطه شود. توماس هابز، بر نیاز دولت قدرتمند به حفظ فرهنگ در جامعه تأکید می‌کند. از نظر هوبز، بشر به وسیلهٔ منافع شخصی ترغیب می‌شود. (گراهام ۱۹۹۷). به علاوه این منابع شخصی اغلب در ماهیت، متفاوت هستند؛ بنابراین در حکومت طبیعت، شرایطی از جنگ علیه یکدیگر وجود داشت. در چنین شرایطی، زندگی انفرادی، پست، ناخوشایند، حیوانی (شهوانی)، و کوتاه بود. براساس درک خطر هرج و مرج، بشر از نیاز مکانیسمی برای حفاظت از آن‌ها آگاه شد. تا آنجا که به هوبز مربوط می‌شود، منافع شخصی و خردگرایی، بشر را برای به تفاهم رسیدن، متقاعد کرد، تا از خودکامگی برای قدرت دست بکشد. هوبز، این قدرت عمومی یعنی دولت را لویاتان(leviathan) نامید. جان لاک، در خصوص شرایط سیاسی در انگلستان مفهومی مشابه با هوبز داشت. آن دوره انقلاب با شکوهی بود که به وسیلهٔ مشاجره بین حق‌الهی پادشاهی و حقوق سیاسی مجلس، مشخص شد. این مسئله لاک را تحت تأثیر قرار داد تا تئوری پیمان اجتماعی دولت محدود و جامعه قدرتمند را پدیدآورد. در دیدگاه لاک، بشر همچنین زندگی بدون صلح را در حکومت طبیعت، هدایت می‌کند. به هر حال می‌تواند در سطح بهینه‌سازی در غیاب سیستم کافی، حفظ شود (برون؛ ۲۰۰۱). در نتیجه این نگرانی مهم، مردم گرد هم آمدند تا پیمانی را امضا کنند و قدرت عمومی مشترکی را تشکیل دهند. با این وجود، لاک تصور کرد که اگر تحت نظارت مطمئن قرار نگیرد، تحکیم قدرت سیاسی می‌تواند به خودکامگی تبدیل شود. (کاریراج؛ ۲۰۰۱). بنابراین، لاک، دو معاهده را با تعهدات متقابل در خصوص دولت، ارائه کرد. در معاهده اول، مردم خود را به قدرت عمومی می‌سپارند. این قدرت، نیروی لازم برای وضع و حفظ قوانین را دارد. معاهده دوم، حاوی محدودیت‌های قدرت است یعنی دولت هیچ اختیاری برای تهدید حقوق اساسی بشر ندارد. تا آنجا که به لاک مربوط می‌شد، حقوق اساسی بشر، حفظ زندگی، آزادی و مالکیت است. به علاوه، او تصور می‌کرد که دولت در چارچوب تمدن و قوانین طبیعی عمل می‌کند. هم هوبز و هم لاک، سیستمی را ارائه کردند که در آن بقای صلح‌آمیز در بین بشر می‌تواند از طریق توافق‌نامه‌ها یا معاهده‌های اجتماعی تضمین شود. آن‌ها جامعه مدنی را به عنوان جامعه‌ای که زندگی مدنی را حفظ می‌کند در نظر می‌گیرند، قلمرویی که در ان محسنات و حقوق مورد نیاز قوانین طبیعی، نشئت گرفته است. به هر حال، آن‌ها تصور نکردند که جامعه مدنی جزیی جدا از دولت است. در عوض به هم زیستی دولت و جامعه مدنی تأکید کردند. رویکردهای منظم هوبز و جان لاک (در تجزیه و تحلیل روابط اجتماعی شان) به شدت به وسیلهٔ تجربه‌های دورانشان تحت تأثیر قرار گرفت. تلاش‌های آن‌ها برای توضیح ماهیت انسان، قوانین طبیعی، معاهده‌های اجتماعی و تشکیل دولت، نظریه حقوق الهی را به چالش کشیده است. در مقابل حقوق الهی، هابز و لاک ادعا کردند که انسان‌ها می‌توانند قوانین سیاسی خودشان را طراحی کنند. این عقیده تأثیر بزرگی روی متفکران در دوره روشنگری داشته است. متفکران روشنگری بیان کرده‌اند که بشر عاقل است و می‌تواند سرنوشت خود را شکل دهد. از این رو، نیازی به قدرت خودکامه برای کنترل آن‌ها وجود ندارد. ژان زاکز روزئو، منتقد جامعه مدنی و امانوئل کانت، بیان کرده‌اند که مردم عاشق صلح هستند و جنگ، خلق رژیم‌های خودکامه است (بورچیل؛ ۲۰۰۱). تا آنجا که به کانت مربوط می‌شد، این سیستم برای محافظت در مقابل سلطه یک منفعت، مؤثر است و اکثریت خودکامگی‌ها را بررسی می‌کند (آلاکاپا؛ ۲۰۰۴).

### تاریخ مدرن (نوگرایی)
هگل G.W.F، به‌طور کامل معنای جامعه مدنی را تغییر داد که موجب درک آزادی‌خواهی مدرن از ان شد، به شکلی که جامعه تجاری با تشکیل دولت ملی مدرن مخالفت می‌کند. برخلاف نیاکانش، متفکر مهم جنبش رمانتیسم، جامعه مدنی را به عنوان حوزه‌ای جدا، یعنی سیستم نیازها، در نظر می‌گیرد، که مرحله متفاوتی است که بین خانواده و دولت قرار دارد. جامعه مدنی، عرصه روابط اقتصادی است. همان‌طور که در جامعه سرمایه‌داری صنعتی مدرن، وجود دارد. به این خاطر، در دوره خاصی، سرمایه‌داری به وجود آمد و منافعش حقوق شخصی و دارایی شخصی را به کار گرفت. از این رو، از واژه المانی burgerliche Gesellschaft، برای اشاره به جامعه مدنی به عنوان جامعه غیرنظامی، یعنی حوزه‌ای که به وسیلهٔ کد مدنی اداره می‌شود، استفاده کرد. الکسیس دی تاکوئریل و کارل مارکس هم به این نگرش دید در خصوص جامعه مدنی پی بردند. برای هگل، جامعه مدنی، نیروهای مغایر را آشکار می‌کرد. با وجود حوزهٔ منافع سرمایه‌داری، احتمال کشمکش‌ها و بی عدالتی‌ها در ان وجود دارد (مثال: قابلیت‌های فیزیکی، ذهنی، استعدادها و شرایط مالی): او بیان کرده که این نابرابری‌ها، انتخاباتی که اعضا می‌توانند در رابطه با نوع کاری که انجام خواهند داد، داشته باشند، را تحت تأثیر قرار خواهد داد. موقعیت‌های گوناگون در جامعه مدنی به سه طبقه قابل تقسیم است؛ طبقه بنیادی (کشاورزی)، طبقه رسمی (تجارت، بازرگانی)، طبقه عمومی (جامعه مدنی). بشر قادر است طبقه‌اش را انتخاب کند، اگرچه انتخابش به وسیلهٔ بی عدالتی‌هایی که پیشتر گفته شده، محدود می‌شود. به هر حال، هگل بیان کرده است که این بی عدالتی‌ها، همه طبقات جامعه مدنی راپر می‌کند که در مجموع منجر به سیستم کارآمدتر خواهد شد. کارل مارکس، روش هگلی استفاده از مفهوم جامعه مدنی را دنبال کرد. برای مارکس، جامعه مدنی، زمینه‌ای بود که نیروهای تولیدکننده و روابط اجتماعی در آنجا اتفاق میفتد، در حالی که جامعه سیاسی، روبناست. با قبول ارتباط بین سرمایه‌داری و جامعه مدنی، مارکس تصور کرد که دومی، منافع طبقه متوسط را نشان می‌دهد؛ بنابراین دولت به عنوان روبنا همچنین منافع طبقه غالب را نشان می‌دهد، و تحت سرمایه‌داری، سلطه طبقه متوسط را حفظ می‌کند. از این رو، مارکس، نقش مثبت دولت را که به وسیلهٔ هگل مطرح شد، رد می‌کند. مارکس بیان می‌کند که دولت نمی‌تواند حلال مشکل عادی باشد. در عوض، او دولت را به عنوان مدافع منافع طبقه متوسط، به تصویر می‌کشد. او دولت را به عنوان بازوی اجرایی طبقه سوم در نظر می‌گیرد؛ که یکباره طبقه کارگری را که کنترل دموکراتیک جامعه را به دست می‌گیرد، از بین می‌برد. در عوض گرامسکی، جامعه مدنی را در روبنای سیاسی قرار می‌دهد. او به جامعه مدنی به عنوان ابزاری برای نفوذ طبقه متوسط زمانی که تنها طبقه خاصی را ارائه می‌کند، نگاه می‌کند. او به نقش حیاتی جامعه مدنی به عنوان توزیع‌کننده سرمایه ایدئولوژیکی و فرهنگی که برای بقای نفوذ سرمایه‌داری مورد نیاز است، تأکید دارد. به جای مطرح کردن آن به عنوان یک مشکل، همانند مفاهیم مارکسیستی اولیه، گرامسکی جامعه مدنی را به عنوان مکانی برای حل مشکل می‌داند. برداشت غلط گرامسکی، سوسیالیت جدید، جامعه مدنی را به عنوان نقش کلیدی در دفاع از مردم در مقابل دولت و تجارت و مطالبه تمایلات دموکراتیک برای تحت تأثیر قرار دادن دولت، تعیین کرده است. هم‌زمان متفکران آزادی‌خواه نو، جامعه مدنی را به عنوان مکانی برای تلاش در جهت براندازی رژیم‌های خودکامه و کمونیست در نظر می‌گیرد؛ بنابراین واژه جامعه مدنی، مکان مهمی را در بحث‌های سیاسی آزادی‌خواهی نو سوسیالیست‌های جدید، به خود اختصاص می‌دهد.

### تاریخ فرانوگرایی (پست مدرن)
به‌طور معمول اعتقاد بر آن است که پس از عصر جدید، درک جامعه مدنی اولین بار به وسیلهٔ مخالفت سیاسی در کشورهای شرق اروپای جبهه شوروی سابق در دهه ۱۹۸۰ توسعه یافت. به هر حال تحقیقات نشان داده که تبلیقات کمونیستی که بیشترین اهمیت را دارند به جای تلاش برای رسمیت بخشیدن به انتقال آزادی‌خواهی نو در سال ۱۹۸۹، بر روی توسعه و رواج نظریه، تأثیر گذاشت. بر طبق نظریه بازسازی سیستم‌های توسعه خدمات اجتماعی، روش جدید استفاده از مفهوم جامعه مدنی به ایدئولوژی آزادی‌خواهی نو تبدیل شد که توسعه بخش سوم را به عنوان جایگزینی برای خدمات اجتماعی دولت به رسمیت می‌شناسد. توسعه اخیر بخش سوم، نتیجه بازسازی این سیستم‌های خدمات اجتماعی به جای ایجاد فضای باز سیاسی می‌باشد. از آن زمان جلوی فعالیت در حوزه سیاسی با استفاده از نظریه جامعه مدنی جای جامعه سیاسی را گرفت. از این به بعد کاربرد نظریه جامعه مدنی پس از عصر جدید به دو قسمت اصلی تقسیم می‌شود: جامعه سیاسی و بخش سوم، یعنی جدا از کثرت تعاریف. توافق عمومی واشینگتن در دهه ۱۹۹۰ که شامل وام‌های مشروط توسط بانک جهانی و IMF(صندوق بین‌المللی پول) برای بار بدهی دولت‌های در حال توسعه می‌باشد و همچنین فشارهای وارد شده بر دولت‌ها در کشورهای فقیرتر را کاهش می‌دهد. در آغاز، مشروطیت حتی منجر به تأکید بیشتر روی جامعه مدنی به عنوان نوش‌دارو شده است که تأمین خدمات دولتی و مراقبت اجتماعی را جایگزین می‌کند. هالم و ادوارد بیان کردند که آن اکنون به عنوان گلوله جادویی شناخته می‌شود. با پایان دهد ۱۹۹۰، به جامعه مدنی به عنوان نوش‌دارو در میان رشد جنبش ضد جهانی شدن و انتقال بسیاری از کشورها به سمت دموکراسی، کمتر پرداخته شده است. در عوض، جامعه مدنی به‌طور فزاینده‌ای خواستار موجه جلوه دادن مشروعیت و اعتبارنامه‌های دموکراتیک‌اش، بوده است؛ و این موجب ایجاد هیئت رده بالای سازمان ملل در خصوص جامعه مدنی شد. به هر حال در دهه۱۹۹۰، با ظهور سازمانهای غیردولتی و جنبش‌های اجتماعی جدید (NSMs) در مقیاس جهانی، جامعه مدنی، به عنوان بخش سوم، به عنوان ناحیه مهم اقدام راهبردی برای ساخت جامعه و قوانین جهانی جایگزین، مطرح شد. نظریه جامعه مدنی پس از عصر جدید، اکنون به‌طور گسترده به موضع بی‌طرفانه اما با تفاوت‌های مشخص شده بین مطالعه این رویداد در جوامع ثروتمندتر و آثاری در خصوص جامعه مدنی در دولتهای در حال توسعه، بازگشته است.

## ارتباط با عرصه عمومی
یورگن هابرمس، گقته است که عرصه عمومی، شکل‌گیری تمایلات منطقی را تقویت می‌کند که آن حوزه تعامل اجتماعی دموکراتیک و خردمندانه است. هبرمس بیان کرده که اگر جامعه نماینده جامعه سرمایه‌داری بود، برخی سازمان‌ها وجود داشتند که بخشی از جامعه سیاسی بودند. انتقال‌ها در اقتصاد، انتقالهایی را برای عرصه عمومی به همراه داشته است. با وجود اینکه این انتقال‌ها اتفاق میفتد، جامعه مدنی زمانی که به عنوان جامعه غیر اقتصادی ظهور می‌کند، و جنبه‌های بی‌شماری دارد و زمانی که دولت به وسیلهٔ تنها یک حذب سیاسی ارائه نمی‌شود، توسعه می‌یابد. اینجا باید محل قدرت باشد؛ و جایی است که جامعه می‌تواند قدرت را به چالش بکشد. جیلین اسکوئدلر اشاره می‌کند که جامعه مدنی با احیای عرصه عمومیپدیدار می‌شود؛ و گروه‌ها حدو مرز رفتارهای مجاز را به چالش می‌کشند. برای مثال، با صحبت علیه رژیم یا تقاضای پاسخگویی دولت به نیازهای اجتماعی، جامعه مدنی شکل خواهد گرفت.

## آفتهای جامعه مدنی
جان هال فهرستی از ۵ آفت آشکار جامعه مدنی را تهیه کرد:
- خودکامگی: این نظریه ترس است که هر نوع گروهی که بین جامعه و دولت تشکیل شده را تقویت می‌کند.
- احیای سنت محسنات مدنی حکومت جمهوری: این‌ها خصوصیاتی هستند ارزش اخلاقی یا اصول اخلاقی را برای اجرا، برابر با اختیارات قرار می‌دهند.
- اشکال خاص ملت‌گرایی: این زمانی وجود خواهد داشت که قوانین پیروزی‌های عمده و همانندی به منظور تشکیل جامعه ایده‌آل مورد استفاده قرار می‌گیرد.
- کامل کردن ایدئولوژی‌ها
- نظریه‌های فرهنگی ضروری: این‌ها قفس‌های فرهنگی اشخاص هستند که عملکرد و ارزش شخص در جامعه را تعیین می‌کند.

## مثال‌هایی از نهادهای جامعه مدنی
- سازمان‌های غیردولتی (اِن‌جی‌او)
- سازمان‌های داوطلبانه خصوصی (پی.وی. او)
- سازمان‌های مردمی
- سازمان‌های اجتماع محور
- سازمان‌های میانجی برای بخش داوطلب و غیرانتفاعی
- بنیادهای اجتماعی
- برنامه‌های توسعه رهبری اجتماع
- باشگاه‌های شهری
- اتحادیه‌های تجاری
- گروه‌های جنسیتی، مذهبی، فرهنگی
- خیریه‌ها
- باشگاه‌های ورزشی و اجتماعی
- تعاونی‌ها
- گروه‌های زیست‌محیطی
- انجمن‌های متخصصان
- محیط‌های آموزشی وپژوهشی
- نهادهای اقتصادی
- نهادهای سیاسی
- سازمان‌های مصرف‌کنندگان
- رسانه‌ها
- میلیشیای شهروندان
- سازمان‌های مذهبی
- گروه‌های شهری
- سازمان‌های اجتماعی
- باشگاه‌ها

این که تمام این نهادها عضوی از جامعه مدنی هستند، مورد بحث می‌باشد. از جمله «نیرا چاندهوک» که یک دانشمند هندی‌تبار است، تنها نهادهای منتقد دولت را عضو جامعه مدنی می‌داند، درحالی‌که از نظر او بقیه، تنها حکومتی‌اند. دراین‌جا نکته کلیدی این است که هر نهادی یک «قدرت خنثی‌کننده» در برابر قدرت حکومت نیست.

## بعضی پژوهشگران برجسته در مورد جامعه مدنی
- دانیل بل
- رابرت. ان. بلا
- دون ای ابرلی
- مایکل ادواردز
- جین بتکه الشتاین
- آمیتای اتزیونی
- فرانسیس فوکویاما
- پیتر دوبکین هال
- بری دین کارل
- دیوید کورتن
- کاتلین مک‌کارتی
- فرانک مولارت
- مایکل اونیل
- الینور استروم
- رابرت پوتنام
- نانسی. ال. روزنبلوم
- لستر. ام. سالامون
- مایکل سندل